# Elisabeth Gutjahr

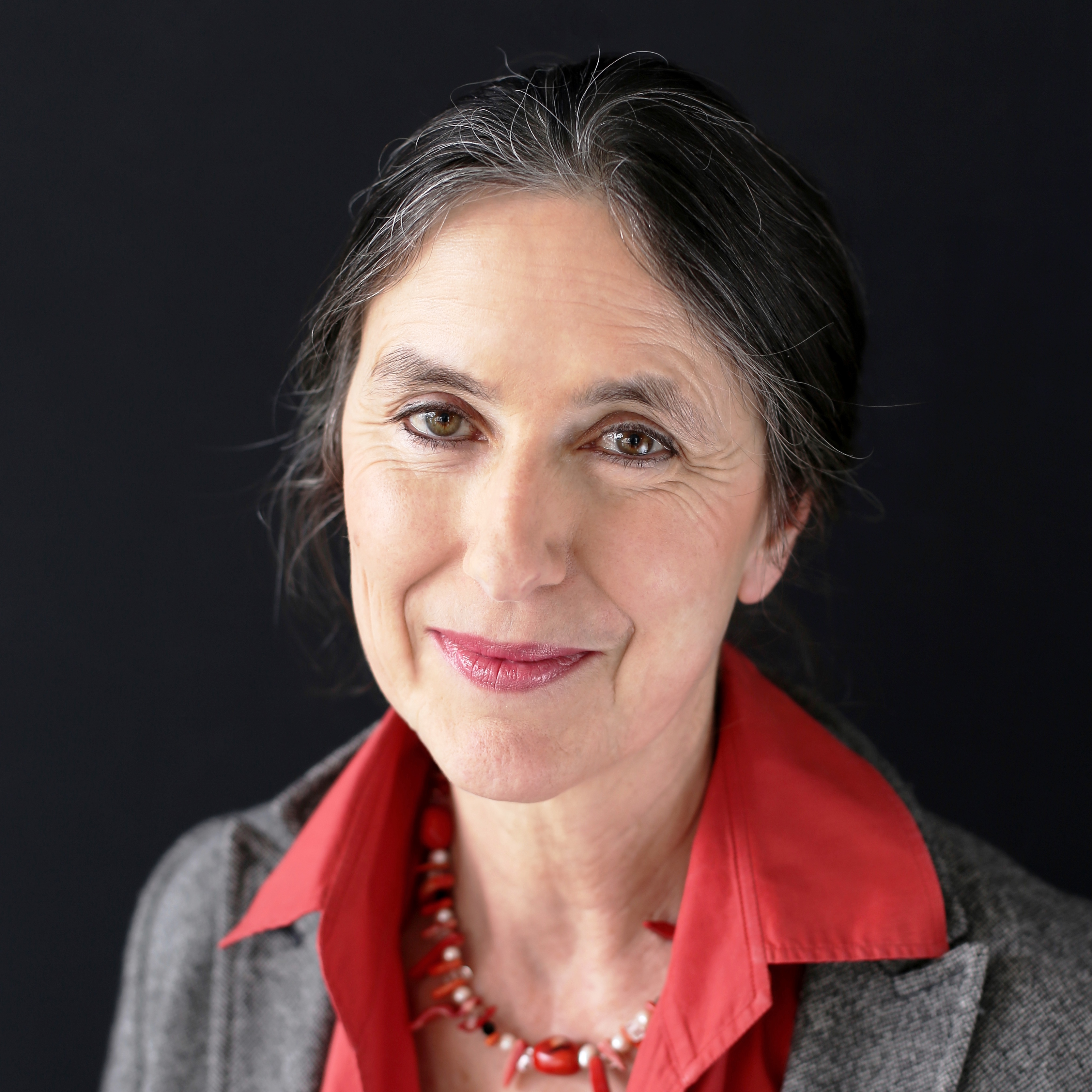
Elisabeth Gutjahr (2016)

Elisabeth Gutjahr (* 1960 in Bonn) ist eine deutsche Professorin für Rhythmik und seit 2018 Rektorin der Universität Mozarteum Salzburg.

## Leben
Elisabeth Gutjahr verbrachte ihre Kindheit in Bonn und Genf. Sie studierte Rhythmik und Musiktheorie in Stuttgart und Köln und wurde 1987 als Professorin für Rhythmik an die Staatliche Hochschule für Musik Trossingen berufen, wo sie seit 2006 auch als Rektorin wirkte. Dort initiierte sie unter anderem im Jahr 1994 den Europäischen Rhythmikwettbewerb. Seit 2018 bekleidet sie das Amt der Rektorin an der Universität Mozarteum. Im Mai 2024 stimmte der Senat gegen eine vorzeitige Wiederbestellung von Gutjahr als Rektorin. Im Juni 2025 wurde Constanze Wimmer vom Universitätsrat als Nachfolgerin von Gutjahr zur Rektorin ab dem 1. April 2026 gewählt.
Zudem war sie von 2008 bis 2010 Vorsitzende der Landesrektorenkonferenz der Musikhochschulen in Baden-Württemberg. Seit 2015 ist sie stellvertretende Vorsitzende im Ausschuss für Musikalische Bildung im Deutschen Musikrat und Mitglied im Beirat der Musikfreunde Donaueschingen. Seit 2021 ist sie Vizepräsidentin der Association Européenne des Conservatoires, Académies de Musique et Musikhochschulen (AEC).
Gutjahr organisierte außerdem Wettbewerbe und Festivals mit dem Schwerpunkt der zeitgenössischen Musik und wirkte darüber hinaus als Musikdramaturgin, Choreographin und Regisseurin.

## Veröffentlichungen
Seit 1989 schreibt Gutjahr Libretti für Opern und Texte für Musik. Für den Komponisten Franz Hummel entstand im Rahmen der Eröffnung des Pfalztheaters Kaiserslautern 1995 das Libretto zur Oper Gesualdo. Weiters schrieb sie Libretti zur Kammeroper An der schönen blauen Donau („Beste Oper des Jahres 1994“, Zeitschrift Opernwelt), Beuys (Musiktheater mit und nach Texten von Joseph Beuys, Koproduktion der Wiener Festwochen und der Deutschen Oper am Rhein Düsseldorf) und Styx (Libretto über Georg Friedrich Händel und den Orpheus-Mythos) für die Händel-Festspiele Karlsruhe 1999/2000. Zudem schrieb sie das Libretto für Tobias Schneids Kammeroper Swin swin (1998 auf Arte ausgestrahlt).  Ebenfalls verfasste sie das Libretto für die Oper Sonnenfinsternis von József Sári. Im Jahr 2015 produzierte sie gemeinsam mit Henry Fourès das zweisprachige Musik-Hörspiel Correspondance für das Musica Viva-Festival in Strasbourg. 2021 trat sie als Regisseurin von Peer Gynt im Tiroler Festspielhaus Erl in Erscheinung.
Gutjahr schrieb außerdem künstlerische und pädagogische Texte und Aufsätze. Der Mythos Kreativität erschien 1996 im Verlag Wissenschaft und Bildung. Sie schrieb mehrere Hörspiele und den Gedichtzyklus Tractatus logico-poeticus, der in Auszügen im Hörbuch Wittgenstein mit Klaus Löwitsch erschien (ausgezeichnet als „Bestes Hörbuch“ 2001).